# Крістіане Кепке
Крістіане Кепке (нім. Christiane Köpke, 24 серпня 1956) — німецька академічна веслувальниця.
Олімпійська чемпіонка 1976, 1980 років у складі вісімки.
Чемпіонка світу 1975 року в складі вісімки, срібна призерка 1978 року в складі вісімки.